# Trả thù

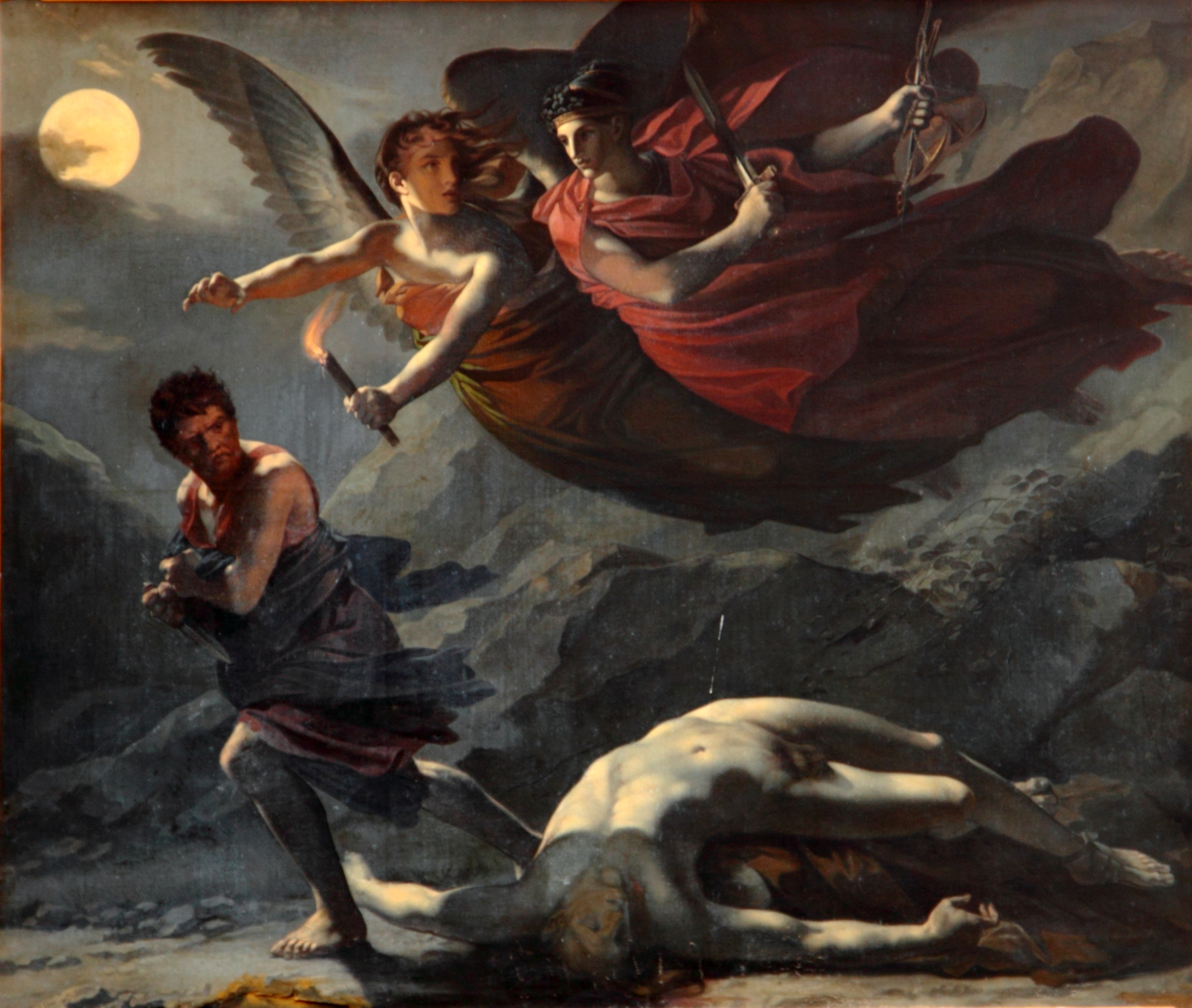
Công lý và Báo thù đuổi theo Tội ác, tranh của Pierre-Paul Prud'hon, khoảng năm 1805-1808

Trả thù hay báo thù được định nghĩa là hành động thực hiện một hành động có hại đối với một người hoặc một nhóm người để đáp lại sự bất bình, có thể là thật hoặc cho là thật (trái ngược với việc chìa nốt má kia). Trả thù được sử dụng để trừng phạt một sai trái bằng cách vượt ra ngoài pháp luật. Francis Bacon đã mô tả sự trả thù là một loại "công lý hoang dã", vi phạm luật pháp. Công lý nguyên thủy hoặc công lý đáp trả thường được phân biệt với các hình thức công lý chính thức và tinh tế hơn như công lý phân phối và phán xét thiêng liêng.

## Chức năng trong xã hội
Nhà tâm lý học xã hội Ian Mckee tuyên bố rằng mong muốn duy trì quyền lực thúc đẩy hành vi báo thù như một phương tiện quản lý ấn tượng: "Những người báo thù có xu hướng trở thành những người được thúc đẩy bởi quyền lực và bởi khát vọng địa vị. Tôi không muốn bị mất mặt ".
Hành vi báo thù đã được tìm thấy trên hầu hết các xã hội loài người. Một số xã hội khuyến khích hành vi báo thù. Những xã hội này thường coi danh dự của các cá nhân và các nhóm người có tầm quan trọng trung tâm. Do đó, trong khi bảo vệ danh tiếng của mình, một kẻ báo thù cảm thấy như thể anh ta khôi phục lại trạng thái phẩm giá và công lý của mình trước đó. Theo Michael Ignatieff, "Trả thù là một mong muốn có tính  đạo đức sâu sắc để giữ niềm tin với người chết, để tôn vinh ký lức của họ bằng cách chiếm lấy lý tưởng mà người đã mất đi bỏ lại". Do đó, danh dự có thể trở thành di sản truyền từ thế hệ này sang thế hệ khác. Bất cứ khi nào danh dự bị xâm phạm, gia đình hoặc thành viên cộng đồng bị ảnh hưởng có thể cảm thấy bị buộc phải trả thù người phạm tội để khôi phục lại "sự cân bằng danh dự" ban đầu trước khi danh dự bị tổn thương. Chu kỳ bảo vệ danh dự này có thể mở rộng bằng cách đưa các thành viên gia đình và sau đó toàn bộ cộng đồng nạn nhân mới vào chu kỳ trả thù hoàn toàn mới, và khi đó trả thù có thể lan tỏa trên nhiều thế hệ.

## Lịch sử

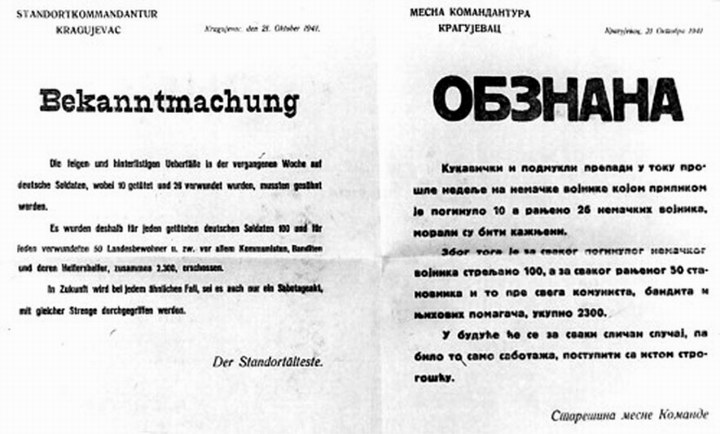
Đức tuyên bố giết 2300 thường dân trong vụ thảm sát Kragujevac để trả thù 10 lính Đức bị giết. Vùng Serbia bị Đức chiếm đóng, 1941

Vòng xoáy trả thù là những chu kỳ khiêu khích và trả thù, được thúc đẩy bởi mong muốn trả thù và được các nhóm gia đình hoặc bộ lạc thực hiện trong thời gian dài. Chugns là một phần quan trọng của nhiều xã hội tiền công nghiệp, đặc biệt là ở khu vực Địa Trung Hải. Chúng vẫn tồn tại ở một số khu vực, đáng chú ý là ở Albania với truyền thống gjakmarrja hay "mối thù máu". Trong thời Trung cổ, hầu hết mọi người sẽ không coi một sự xúc phạm hoặc tổn thương là đã được giải quyết cho đến khi nó được báo thù, hoặc, ít nhất, được thanh toán bằng tiền - do đó, hệ thống Anglo-Saxon rộng rãi của các khoản thanh toán weregild (theo nghĩa đen, "giá người"), thiết lập một giá trị bằng tiền nhất định cho các hành vi bạo lực nhất định nhằm cố gắng hạn chế vòng xoáy trả thù bằng cách biến trách nhiệm của một kẻ gây tội ác thành tiền.
Hình thức trả thù theo kiểu nợ máu vẫn được thực hiện ở nhiều nơi trên thế giới, bao gồm cả khu vực người Kurd ở Thổ Nhĩ Kỳ và Papua New Guinea.
Ở Nhật Bản, việc tôn vinh gia đình, gia tộc hoặc lãnh chúa của một người thông qua việc giết người trả thù được gọi là "katakiuchi" (敵討ち). Những vụ giết người này cũng có thể bao gồm cả thân nhân của kẻ phạm tội. Ngày nay, katakiuchi thường được theo đuổi bởi các biện pháp hòa bình, nhưng trả thù vẫn là một phần quan trọng của văn hóa Nhật Bản.